# Тилявська схизма
Тилявська схизма (старослов. Тылявскій схизм) — перехід окремих лемківських парафій та сіл Перемиської єпархії УГКЦ до Польської православної церкви. Тривала у період 1926—1934 років переважно на західній та центральній Лемківщині.
Отримала назву від села Тилява, в якому вперше відбувся перехід громади під приводом переходу з греко-католицького віросповідання на православне. Зазвичай процес мав такий вигляд: прихожани гуртом переходили до православних священиків, тоді як греко-католицький священик (переважно) разом з рештою вірян залишались вірні греко-католицькому обряду. В польській літературі часто трапляються інші назви, зокрема, «релігійна війна» або «релігійна війна в горах».
Парафії 9 деканатів західної і центральної Лемківщини, за погодженням Польського уряду з Ватиканом, було об'єднано в Апостольську Адміністрацію Лемківщини, підпорядковану безпосередньо Святому Престолу (а не Перемиській єпархії УГКЦ, як було до цього). Таким чином значна частина лемків втратила зв'язок із УГКЦ.

## Передумови
Після розпаду Австро-Угорщини на Лемковині короткий час існували два лемківські державні утворення: проукраїнська Команчанська Республіка та проросійська Лемко-Русинська Республіка. В підсумку обидві програли і Північну Лемковину захопила Польща. Втім на тлі цього поділу серед лемків почала наростати ідейна боротьба між прихильниками новітньої української національної ідеї та старорусько-москвофільської орієнтації. Увесь цей час антагонізм щораз більше наростав і мав як зовнішні, так і внутрішні передумови. 
На думку С.Стемпеня зміна конфесії відбувалися не без місіонерської діяльності православної церкви, фінансової допомоги від різних російських організацій. До переходу на православ'я спричинила також внутрішня ситуація в УГКЦ, а саме, надмірна заангажованість греко-католицьких священиків в політичній діяльності, форсована українізація церкви на національній основі, а також легковажне ставлення до місцевих традицій. Крім цього питання целібату для консервативних священиків-лемків звучало як загроза чистоти «віри предків».
Окремим фактором внутрішньої напруги було питання літургії. Населення, призвичаєне до усталеної моделі богослужіння, виражало незадоволення священиком, який не вживав у літургії слово «православний», а замість нього казав «правовірний» або «католицький».

## Історія

### Етапи
Дослідники виділяють три основних етапи переходу на православ'я на Лемківщині:
- 1918—1926 — наростання конфлікту
- 1926—1934 — найвища фаза конфлікту, що виразилась у Тилявський схизмі з подальшим протистоянням
- 1934—1939 — створення і діяльність Апостольської Адміністрації Лемківщини

### Події
16 листопада 1926 року прихожани греко-католицької парафії у Тиляві разом з філією у Терстянові вирішили масово перейти до православної церкви. Причиною конфлікту було нововведення до літургії місцевим священиком слова «правовірний» замість «православний». Нова православна громада збудувала собі провізорну тимчасову святиню наперекір греко-католицькій громаді, в якій залишилось тільки небагато вірян і яка залишилась власником храму.
Паралельно з цим ще один прояв схизми відбувся у селі Королик Руський. Про це пише Шематизм Греко-Католицкого Духовеньства Апостольскої Адміністрації Лемковщини: «Відтепер взялися до погубноі роботи ріжні агітатори і спроваджені батюшку, що наче цигани іздили по селах на фірах, відправляли богослуженя під голим небом та виголошували агітаційні промови, щоби зловити декого „на прадідну віру“. Сей рух не пощадив навіть таких сіл, де були парохами священики русских переконань, мовляв: для ідеі нехай пропадають одиниці».

### Наслідки
Та обставина, що храм та церковне майно не переходило у власність відступників значно ускладнювало процедуру конверсії. На початку 1930-х років релігійне протистояння пішло на спад та отримало іншу форму вияву. У 1934 році на підставі Конвенції між урядом Польської Республіки та Ватиканом Буківський, Горлицький, Грибівський, Динівський, Дуклянський, Короснянський, Мушинський, Риманівський і Сяніцький деканати Перемиської єпархії УГКЦ були об'єднані в структурі Апостольської Адміністрації Лемківщини, яка підпорядковувалася безпосередньо Апостольській Столиці. Польська сторона бачила в цьому процесі можливість ізолювати лемків від українських впливів для подальшої їх полонізації, що й почалося з 1935 року.
Незважаючи на те, що Тилявська схизма мала релігійні передумови через загострення міжконфесійних відносин серед лемків, проте її слід розглядати як складову політичних процесів та вирішення національного питання в Польщі. Показовим у цьому плані була провідна роль ініціаторів схизми і в агітації за переселення до СРСР в 1944—1945 рр. та примушування до переселення православної частини населення Лемківщини.